# 八基村
八基村（やつもとむら）は、埼玉県の北西部、大里郡に属していた村。当初は手計村（てばかむら）と称し、榛沢郡所属であった。

## 地理
- 河川：小山川

## 歴史
- 1889年（明治22年）4月1日 - 町村制施行により、上手計村、下手計村、大塚村、血洗島村、横瀬村、町田村、南阿賀野村、北阿賀野村の八箇村が合併し榛沢郡手計村が成立する。
- 1890年（明治23年）3月28日 - 手計村が八基村と改称する。
- 1896年（明治29年）3月29日 - 榛沢郡が大里郡、幡羅郡、男衾郡と統合し大里郡となる。
- 1954年（昭和29年）11月3日 - 新会村と合併し（旧）豊里村を新設する。
- 1955年（昭和30年）1月1日 - （旧）豊里村が中瀬村と合併し（新）豊里村を新設する。
- 1973年（昭和48年）4月1日 - （新）豊里村が（旧）深谷市へ編入される。
- 2006年（平成18年）1月1日 - （旧）深谷市が岡部町、花園町、川本町と合併し（新）深谷市を新設する。

## 経済

### 産業
農業
『大日本篤農家名鑑』によれば、八基村の篤農家は「橋本芳郎、富田兵三郎、荻野幸三郎、渋沢治太郎、渋沢市郎、渋沢榮三郎、渋沢文平」などである。

## 出身・ゆかりのある人物
- 尾高次郎（銀行家、実業家） - 渋沢栄一の娘婿。
- 渋沢栄一（子爵、実業家） - 血洗島出身。
- 渋沢市郎（県会議員） - 渋沢栄一の妹婿
- 渋沢元治（名古屋帝国大学初代総長、工学博士） - 渋沢市郎の長男、渋沢栄一の甥かつ孫婿
- 渋沢治太郎（村長） - 渋沢市郎の次男
- 野口源三郎（陸上競技選手、体育学者） - 横瀬出身[2]。
- 横山虎雄（建築家、釜石製鉄所・第3代所長） - 旧姓渋沢。横山久太郎の婿養子となる。